# Elaeagnus loureiroi
Elaeagnus loureiroi är en havtornsväxtart som beskrevs av John George Champion och George Bentham. Elaeagnus loureiroi ingår i släktet silverbuskar, och familjen havtornsväxter. Inga underarter finns listade i Catalogue of Life.